# 제 7음
음악에서 제 7음(subtonic)은 으뜸음보다 2도 아래에 있는 음이다.

## 화음

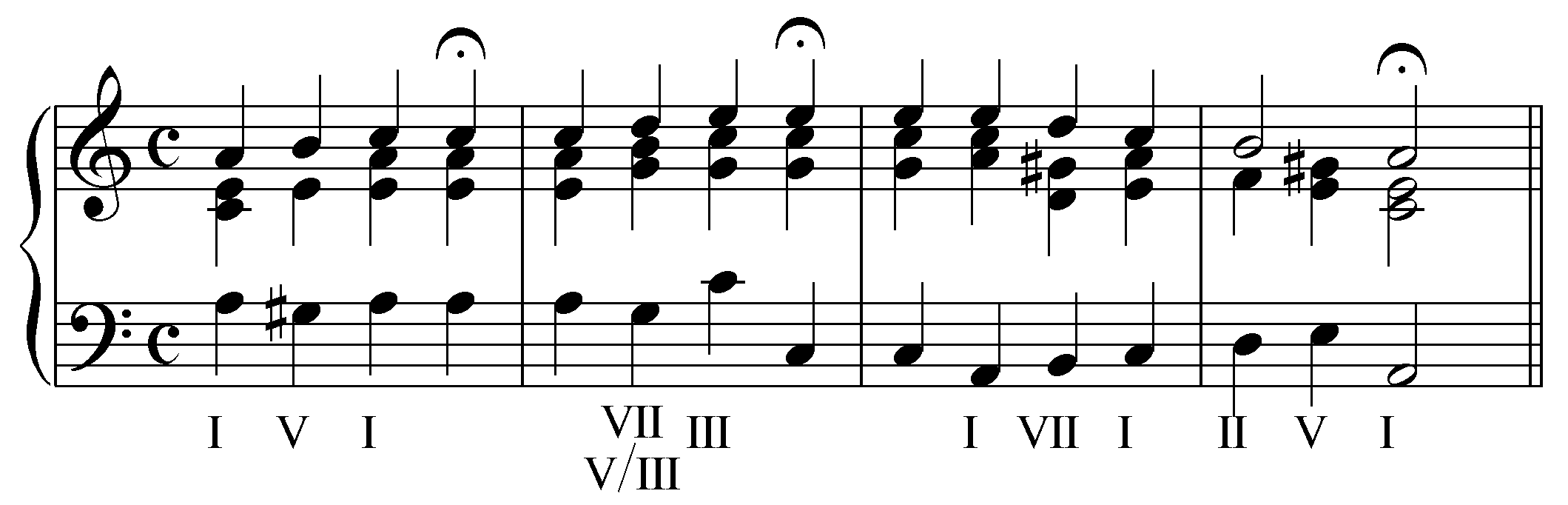
(Bach BWV 26)

제 7음 음표 위에 만들어진 3화음은 단조에서는 "VII"로 쓰여질 수 있다.

## 같이 보기
- VII–V 7
- 이끎음

## 추가 읽기
- 스텔, 제이슨 트래비스. 2006. "조성 음악의 평면 7도". 박사 학위 논문 프린스턴: 프린스턴 대학교.